# Simulium nebulosum
Simulium nebulosum är en tvåvingeart som beskrevs av Philip J. Currie och Adler 1986. Simulium nebulosum ingår i släktet Simulium och familjen knott. Inga underarter finns listade i Catalogue of Life.